# 加藤真弓
加藤 真弓（かとう まゆみ、旧姓：赤広、1949年3月28日 - ）は、東京都出身の女性フィギュアスケートアイスダンス選手。国際スケート連盟公認のフィギュアスケート審判員。玉川大学卒業。パートナーは田村正人。

## 経歴
東京都に生まれた。玉川大学在学中に田村正人とのカップルで出場した1967-1968年シーズンの全日本フィギュアスケート選手権アイスダンスで優勝。
その後フィギュアスケート審判員の道へ進んだ。
アイスダンスでは、三笠宮崇仁親王(昭和天皇の弟)のパートナーでもあり、ジャッジ(審判員)転向後も、ショーなどで活動を続けた。
結婚後は加藤姓で活動。現在は日本スケート連盟理事に就任し、審判員としては国際競技会で主にアイスダンス種目をジャッジを担当する数少ない日本人の1人である。
インタビュー記事　World Figure Skating 72　ジャッジに聞く300点超え驚異のパフォーマンス (新書館 2015.12.25発売)

## 主な戦績
| 大会/年      | 1967-68 |
| ------------ | ------- |
| 全日本選手権 | 1       |